# Vickers MBT
El Vickers MBT fue una serie de carros de combate creados inicialmente como iniciativa privada por Vickers-Armstrongs para su exportación desde el Reino Unido, pero adoptados en su país de origen y por naciones con reducidos presupuestos de defensa. Se catalogó como uno de los más eficientes en su tipo por su relación entre precio, eficiencia y disponibilidad.
Fue construido bajo licencia en la India (denominado localmente como el Vijayanta), participó en conflictos como la Guerra indo-pakistaní de 1971 país y en otras naciones como Uganda.

## Variantes

### Mk 1
El Mark 1 fue diseñado para ser de bajo costo, pero eficiente. El primer prototipo fue completado en 1963. Pesaba 38.000 kg, y estaba armado con un cañón de 105 mm y alcanzaba los 48 km/h. Se vendieron a Kuwait 70 unidades y un gran número de versiones modificadas fueron construidas en la India, donde el carro de combate fue llamado Vijayanta. Una versión Mk 2 fue planeada para hacer, equipada con 4 misiles antitanque Swingfire además del cañón principal, pero no llegó a entrar en producción.

### Mk 3
El prototipo de un Mark 3 fue completado en 1975 y el carro de combate fue diseñado para cubrir los mismos requerimientos que el Mk.1, ofreciendo una mejor capacidad. La producción empezó en 1978 y un cierto número de carros fueron vendidos a Kenia y Nigeria. El carro ahora está armado con un cañón de 105 mm , y su velocidad máxima se incrementó gracias a un nuevo motor, que le permite alcanzar los 50 km/h. Posee ahora un peso en combate de alrededor de 40 toneladas. Hubo también una versión antiaérea que empleaba una torreta con un afuste para un cañón antiaéreo.

## Usuarios

### Mk. 1[1]
- India - 2200
- Kuwait - 70
- Tanzania - 10

### Mk. 3[5]
- Kenia - 78
- Nigeria - 108